# Melle Sport
Melle Sport was een Belgische voetbalclub uit Melle. De club sloot in 1922 aan bij de KBVB en kreeg in 1926 stamnummer 244.
In mei 1927 nam de club ontslag uit de KBVB.

## Geschiedenis
De club sloot in 1922 aan bij de KBVB.
Melle Sport begon in Divisie 3, toen het tweede provinciale niveau en eindigde daar vierde, na de B-elftallen van de twee grote Gentse clubs en FC Eeklo.
De club mocht vanaf 1923-1924 op het hoogste provinciale niveau spelen. Daar was het niveau een pak hoger en de club eindigde meestal in de onderste regionen. 
In 1925-1926 eindigde Melle Sport laatste en nam het volgende seizoen niet aan de competitie deel, in mei 1927 nam de club ontslag uit de KBVB.